# Ilarion Ciobanu

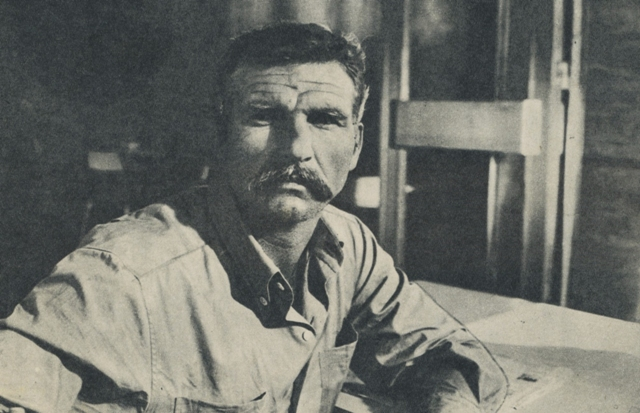
Ilarion Ciobanu

Ilarion Ciobanu, (ilariˈon t͡ʃjoˈbanu),  (* 28. Oktober 1931 in Ciucur-Mingir, Cimișlia; † 7. September 2008 in Bukarest) war ein rumänischer Schauspieler und Rugbyspieler.

## Leben
Ciobanu wurde in Ciucur-Mingir geboren, einer kleinen Kommune, die damals zu Rumänien und heute zu Moldawien gehört. Er wuchs in der Hafenstadt Constanța am Schwarzen Meer auf. Im Alter von 12 Jahren verließ er die Schule und arbeitete in mehreren Gelegenheitsjobs, darunter beim Bau, bei der Fischerei und als Hilfsarbeiter. Ab 1948 war er auch als Rugbyspieler tätig. So spielte er für Știința București, Dinamo Bukarest und bei seiner letzten Station von 1959 bis 1962 bei FC Progresul Bukarest.
Ein Schauspielstudium nahm er bereits 1958 an der Nationaluniversität der Theater- und Filmkunst „Ion Luca Caragiale“ auf, welches er allerdings zugunsten eines Filmangebotes für Setea abbrach. Er konnte sich beim Rumänischen Film etablieren und spielte regelmäßig bis Ende der 1980er Jahre in über 60 Spielfilmen mit.
Am Morgen des 7. September 2008 verstarb Ciobanu im Alter von 76 Jahren an den Folgen seiner Kehlkopfkrebserkrankung. Auf eigenen Wunsch wurde sein Leichnam im Crematoriul Vitan-Bârzești eingeäschert.

## Filmografie (Auswahl)
- 1961: Der Fremde an der Küste (Poveste sentimentală)
- 1961: Der Mensch neben dir (Omul de lînga tine)
- 1961: Setea
- 1964: Vorstadtviertel (Cartierul veseliei)
- 1966: Golgatha 1929 (Golgota)
- 1966: Der letzte große Sieg der Daker (Dacii)
- 1969: Zugvögel (Legenda)
- 1969: Die Axt (Baltagul)
- 1969: Der Krieg der Prinzessinnen (Războiul domnițelor)
- 1969: Zwei Männer und der Tod (Doi bărbați pentru o moarte)
- 1970: Die Belagerung (Asediul)
- 1971: Der Weg aus dem Zwielicht (Facerea lumii)
- 1971: Die Abendgesellschaft (Serata)
- 1972: Der verlorene Wald (Pădurea pierdută)
- 1972: Mit reinen Händen (Cu mîinile curate)
- 1973: Die Jagd nach der Handschrift (Cantemir)
- 1973: Die letzte Patrone (Ultimul cartuș)
- 1973: Weg im Halbschatten (Drum în penumbră)
- 1974: Die Unsterblichen (Nemuritorii)
- 1974: Einer allein (Capcana)
- 1975: Hier kommt keiner durch (Pe aici nu se trece)
- 1978: Gesucht wird: Johnny (Profetul, aurul și ardelenii)
- 1978: Frühling in Oltenien (Din nou împreună)
- 1980: Johnny schießt quer (Artista, dollarii şi ardelenii)
- 1980: Killeny, der singende Hund (Mihail, cîine de circ)
- 1980: Mine an Bord (Tridentul nu răspunde)
- 1981: Eine Falle für den Hauptmann (Iancu Jianu, zapciul)
- 1981: Hochzeit vor dem Henker (Ancu Jianu, zapciul)
- 1981: Welt ohne Himmel (O lume fără cer)
- 1981: Wir werden das Kind schon schaukeln (Pruncul, petrolul și ardelenii)
- 1984: In letzter Minute (Fapt divers)
- 1987: Die verborgene Burg (Cetatea ascunsa)